# Stenandrium
Stenandrium es un género de plantas con flores perteneciente a la familia Acanthaceae.

## Descripción
Plantas herbáceas perennes, acaulescentes y partiendo de un rizoma leñoso o cáudice, o bien, caulescentes, erectas a extendidas, sin cistolitos. Hojas opuestas o cuaternas, sésiles o pecioladas, margen entero a subcrenado (o bien dentado). Inflorescencias en forma de espigas dicasiales axilares o terminales, alargadas o capituliformes, comúnmente pedunculadas, dicasios opuestos o alternos, unifloros, sésiles, llevando una bráctea en la base, brácteas opuestas a alternas, verdes, generalmente con margen entero. Flores homostilas, llevando en la base 2 bractéolas homomórficas; cáliz profundamente 5-lobado, lóbulos iguales o subiguales en tamaño; corola rosada, purpúrea o blanca, tubo expandido en la porción distal en una garganta corta, limbo subactinomórfico a bilabiado, labio superior bilobado, labio inferior trilobado, lóbulos de la corola imbricados en el botón; estambres 4, subdidínamos, anteras monotecas, sin apéndices basales, pubescentes, dehiscentes hacia el labio inferior, estaminodios 0 ó 1; estilo incluso en el tubo de la corola, estigma asimétricamente infundibuliforme. Fruto tipo cápsula estipitada a subestipitada, elipsoide a obovoide, retináculos presentes, septos con los retináculos permaneciendo adheridos a la pared interna de la cápsula madura. Semillas 4 o a veces menos por aborto, homomórficas, lenticulares, a menudo con tricomas barbados o ramificados.
Tradicionalmente se ha tratado a Stenandrium como un género del Nuevo Mundo con unas 40 a 50 especies. Recientemente Vollesen (1992) incluyó Stenandriopsis de  África  y  Madagascar  dentro  de Stenandrium.
El  grupo  así  considerado  comprende alrededor de 60 a 70 especies con concentraciones de taxa en México (9), las Antillas (unas 15), Sudamérica (15 a 25), África tropical (8) y Madagascar (10).

## Especies  seleccionadas
- Stenandrium acuminatum
- Stenandrium affine
- Stenandrium afromontanum
- Stenandrium amoenum
- Stenandrium andrei
- Stenandrium dulce (Cav.) Nees. - canchelagua dulce de Chile[2]